# Talazoparib
Talazoparib, pod zaščitenim imenom Talzenna, je peroralno zdravilo iz skupine zaviralcev PARP, ki ga je razvilo podjetje Pfizer in se uporablja za zdravljenje napredovalega raka dojke, pri katerem je prisotna zarodna mutacija gena BRCA. Soroden je olaparibu, prvi utrženi učinkovini iz skupine zaviralcev PARP. Za zdravljenje napredovalega ali razsejanega HER2-negativnega raka dojke pri bolnikih z zarodnimi mutacijami gena BRCA so ga v ZDA odobrili oktobra 2018, v Evropski uniji pa junija 2019.

## Neželeni učinki
Večina hudih neželenih učinkov v kliničnih preskušanjih je bila povezana z delovanjem krvotvornega sistema; med drugim so se pojavljali slabokrvnost (zmanjšano število rdečih krvničk), nevtropenija (zmanjšanje števila nevtrofilcev) in trombocitopenija (zmanjšano število krvnih ploščic). V hudi obliki (stopnje 3 ali 4) so se omenjeni neželeni učinki v preskušanjih pojavili pri 39 %, 21 % oziroma 15 % bolnikov. Drugi neželeni učinki, kot so utrujenost, glavobol, slabost in izguba las, so bili povečini blagi.

## Součinkovanja
Sočasna uporaba zdravil, ki zavirajo P-glikoprotein ali BCRP, lahko povzroči zvišanje koncentracije talazopariba v telesu.

## Mehanizem delovanja
Talazoparib deluje kot zaviralec encima poli-ADP-riboza polimeraza (PARP), ki ima pomembno vlogo za popravljanje poškodovane DNK v celicah z mutacijami BRCA1 in/ali BRCA2. V celicah z nemutiranima BRCA1 in BRCA2, sta le-ta odgovorna za popravljanje poškodb v DNK, in sicer s procesom, ki se imenuje homologna rekombinacija. Ob mutaciji BRCA1/2 homologna rekombinacija ne poteka. Popravilo poškodovane celice tako odvisi od delovanja encima PARP, ki odpravlja napake na enojni verigi. Če je zavrta tudi pot preko PARP, so celici odvzete vse možnosti, da bi poškodbo odpravila. V takih celicah se poškodbe DNK kopičijo, kar vodi v celično smrt. Talazoparib naj bi izkazoval večjo jakost delovanja kot olaparib zaradi dodatnega mehanizma delovanja na PARP, tako imenovanega »ujetja PARP«. Gre za mehanizem, pri katerem beljakovina PARP, vezana na zaviralec PARP, ne disociira zlahka s poškodbe DNK in tako prepreči poleg popravila tudi podvojevanje in prepisovanje DNK. Talazoparib izkazuje okoli 100-krat večjo učinkovitost ujetja PARP kot olaparib. Vendar pa ni dokazov, da večja učinkovitost ujetja PARP dejansko pomeni tudi večjo učinkovitost v klinični uporabi.